# Lixaixa
Lixaixa (pronunciado [li'ʃaj.ʃa], en árabe: الهشايشة‎, en francés: Douar Lahchayecha) es una localidad marroquí perteneciente al municipio de Auámara, en la región de Tánger-Tetuán-Alhucemas. Desde 1912 hasta 1956 perteneció a la zona norte del Protectorado español de Marruecos.